# Кищенко, Виталий Эдуардович
Вита́лий Эдуа́рдович Ки́щенко (род. 25 мая 1964, Красноярск, РСФСР, СССР) — советский и российский актёр театра и кино. Заслуженный артист Российской Федерации (2005).

## Биография
Виталий Кищенко родился 25 мая 1964 года в Красноярске.
В 1985 году окончил Красноярский государственный институт искусств (в настоящее время — Сибирский государственный институт искусств имени Дмитрия Хворостовского) (курс Г. Оганесяна, М. Когана).
Работал в Красноярском государственном театре юного зрителя, Калининградском областном драматическом театре и Омском государственном академическом театре драмы.
С 1989 года — актёр Калининградского областного театра юного зрителя «Молодёжный» (фирменное наименование — «Тильзит-театр») в городе Советске Калининградской области.
С 2003 года начал активно сниматься в кино, сыграв более, чем в 60 фильмах, в том числе в главных ролях — в картинах «Отрыв», «Жила-была одна баба», «Мишень», «Аттракцион», «Башня», «Палач» и др.
21 апреля 2005 года Указом Президента Российской Федерации В. В. Путина Виталию Кищенко присвоено почётное звание «Заслуженный артист Российской Федерации» «за заслуги в области искусства».
С 2011 года — приглашённый актёр Российского академического театра драмы имени Ф. Волкова (г. Ярославль).
С 2012 года — приглашённый актёр Театра имени Моссовета (г. Москва).
С 4 апреля 2014 года Виталий Кищенко играет роль Марка в спектакле «Пьяные» режиссёра Виктора Рыжакова по одноимённой пьесе Ивана Вырыпаева на сцене МХТ имени А. П. Чехова.
В середине июня 2022 года в российский прокат вышла спортивная драма «Бультерьер», созданная при участии актёра. В фильме также сыграли Владимир Минеев (действующий боец MMA), Анастасия Красовская и Александр Михайлов.

## Творчество

### Роли в театре

#### Красноярский государственный театр юного зрителя
- 1988 — «Случай в зоопарке»
- 1988 — «Невидимка»

#### Калининградский областной драматический театр
- 1998 — «Безотцовщина» — Платонов
- 1998 — «Сон в летнюю ночь» (по пьесе «Сон в летнюю ночь» Уильяма Шекспира) — Лизандр
- 1998 — «До-до» — Чайка
- 1998 — «Соната призраков» — студент
- 2009 — «Двенадцатая ночь» — Орсино
- 2009 — «Дачники» — Суслов

#### «Тильзит-театр» (г.Советск,Калининградская область)
- 1990 — «Дзынь» (по одноимённой пьесе Евгения Харитонова; режиссёр — Евгений Марчелли) — актёр
- 1990 — «Ромео и Джульетта»(по пьесе «Ромео и Джульетта» Уильяма Шекспира) — Бенволио, двоюродный брат и друг Ромео
- 1990 — «Белоснежка и семь гномов» — министр
- 1990 — «Любовное безумие» — Криоссин
- 1991 — «Инопланетянин» — Майкл
- 1991 — «В белом венчике из роз» — антигерой
- 1991 — «Загнанная лошадь» — Хэмфри Дэртон
- 1992 — «Наши запретные мысли» —
- 1992 — «Три Ивана» — Иван Подкидыш
- 1993 — «Волшебная лампа Аладдина» — гадатель
- 1993 — «Дядя Ваня» (по пьесе «Дядя Ваня» А. П. Чехова) — Михаил Львович Астров, врач
- 1993 — «Бой бабочек» — Макс
- 1993 — «Тайна чёрного озера» — стражник
- 1995 — «Маскарад» — Арбенин
- 1996 — «Пеппи Длинныйчулок» — клоун Джим
- 1996 — «В стране сказок» — сказочник-гадатель
- 1996 — «Кабала святош» — архиепископ
- 1997 — «Месяц в деревне» — Ракитин
- 1997 — «Плутни Скапена» — Октав
- 1997 — «Сказка старого замка» — Барабашка
- 1999 —"Отелло" (по пьесе «Отелло, венецианский мавр» Уильяма Шекспира) — Отелло
- 2001 — «Хрустальные сердца» — Оскар
- 2003 — «Татарин маленький» (по одноимённой пьесе А. Пояркова) — Коляй Коляич
- 2003 — «Три сестры» — Вершинин[8][9]
- 2007 — «Смертельный номер» — рыжий клоун

#### Омский государственный академический театр драмы
- 2004 — «Фрёкен Жюли» (по пьесе «Фрёкен Юлия» Юхана Августа Стриндберга; режиссёр — Евгений Марчелли) — Жан
- 2004 — «Пьеса без названия»

#### Российский государственный академический театр драмы имени Фёдора Волкова(г.Ярославль)
- 2011 — «Без названия» (по пьесе «Безотцовщина» А. П. Чехова; режиссёр — Евгений Марчелли) — Михаил Васильевич Платонов, сельский школьный учитель[10]

#### Государственный академический театр имени Моссовета(г.Москва)
- 2012 — «Дон Жуан. Версия» — Дон Гуан[3]
- 2012 (по настоящее время) — «Три сестры» (по одноимённой пьесе А. П. Чехова; постановка и сценография — Андрей Кончаловский) — Василий Васильевич Солёный, штабс-капитан[3]
- 2015 (по настоящее время) — «Вишнёвый сад» (по одноимённой пьесе А. П. Чехова; постановка и сценография — Андрей Кончаловский) — Ермолай Алексеевич Лопахин, купец[3]
- 2022 (по настоящее время) —  «ШЕКСПИРГАМЛЕТ» (режиссёр — Евгений Марчелли) — Полоний

#### Московский Художественный театр имени А. П. Чехова
- 2014 — «Пьяные» (по пьесе «Пьяные» Ивана Вырыпаева; режиссёр — Виктор Рыжаков; премьера — 4 апреля 2014 года) — Марк, директор крупного международного кинофестиваля[4][5][6]
- 2016 — «Dreamworks* *Мечтасбывается» (по пьесе Ивана Вырыпаева; режиссёр — Виктор Рыжаков; премьера — 10 мая 2016 года) — Фрэнк, крупный бизнесмен

### Фильмография
- 1995 — Я — русский солдат — рядовой
- 2003 — Литовский транзит — «Пистон»
- 2007 — Изгнание — Герман
- 2007 — Отрыв — водитель (главная роль)
- 2008 — Аттракцион — Олег Николаевич Соколов, подполковник ФСБ (главная роль)
- 2008 — Домовой — Сергей Валентинович Снесарев, следователь, капитан милиции[11]
- 2008 — Каменная башка — Наиль, директор боксёра по прозвищу «Каменная башка»
- 2008 — Озеро (Франция) — Кристиан
- 2009 — Чудо — Василий Першин, майор милиции
- 2010 — Апельсиновый сок — кредитор
- 2010 — Башня — Роман, охранник здания под названием «Башня», бывший военный (главная роль)
- 2010 — Борцу не больно — охранник клуба
- 2010 — Паршивые овцы (Украина) — Рычигин, майор НКВД
- 2010 — Побег — Владимир Александрович Хлынов, один из восьми бежавших «Логопед» (прототип — Теодор Бэгвелл)
- 2010 — Журов 2 (фильм № 3 «Прелести ада») — Семён Петрович Плавунцов, бомж
- 2011 — Охотники за бриллиантами — Семён Альбертович Иванов, сотрудник спецслужб
- 2011 — Чужие крылья — вахмистр Лабус
- 2011 — Мишень — Николай, начальник таможни, причастный к контрабандным делам (главная роль)
- 2011 — Побег 2 — Владимир Александрович Хлынов, один из восьми бежавших «Логопед» (прототип — Теодор Бэгвелл)
- 2011 — Морские дьяволы 5 — капитан судна
- 2011 — Москва — не Москва — Дмитрий Петрович Полетаев, начальник отделения милиции, отец Даши
- 2011 — Калачи — Мамонтов, майор, командир роты
- 2011 — Раскол — Иван Родионович, воевода
- 2011 — Родственник — родственник (главная роль)
- 2011 — Жила-была одна баба — чекист, начальник особого отдела (главная роль)
- 2012 — Белый тигр — Алексей Николаевич Федотов, майор, заместитель начальника контрразведки танковой армии
- 2012 — Шахта — Константин («Кинг»), профессиональный боксёр
- 2012 — Космонавтика —   (главная роль)[12]
- 2013 — Джокер — шаман
- 2013 — Жить дальше — Андрей Николаевич Кротов, хозяин крупной рекламной компании
- 2013 — Клянёмся защищать (Беларусь, Россия) — Яков Родионович Павлюченко («Куба»), международный преступник
- 2014 — Солнечный удар — ротмистр
- 2014 — Григорий Р. — Владимир Митрофанович Пуришкевич, депутат Государственной думы Российской империи
- 2014 — Куприн. Впотьмах — Ювеналий Алексеевич Абэг, автор системы выигрышей в азартные игры
- 2014 — Отмена всех ограничений — Михаил Никитич Шадрин, генерал-майор ФСБ
- 2014 — Сын за отца — Игорь Турянский («Турок»)
- 2014 — Палач — Егор Афанасьевич Кривовяз, «вертухай» в годы ВОВ, муж партизанки Раисы Ивановны Сафоновой (лже-Нины Кривовяз) (главная роль)
- 2014 — Судья 2 — Артём Неверов, бывший рецидивист
- 2015 — Самый длинный день — Сажин
- 2015 — Лондонград (серия № 8) — Константин Агранович, топ-менеджер группы компаний «Нефтьросэкспо»
- 2015 — Метод — Андрей Сергеевич Стеклов, отец Есении, старший советник юстиции, полковник
- 2016 — Как поднять миллион. Исповедь Z@drota — олигарх
- 2016 — Супербобровы — Валерий, капитан судна
- 2017 — Рок — Венгр
- 2017 — Две жизни (Украина) — Вадим Сергеевич Хороманский, крупный бизнесмен, отец Анжелы
- 2017 — Анна Каренина (телесериал) — Алексей Александрович Каренин, муж Анны
- 2017—Крылья империи (сериал) - генерал Кутепов.
- 2017 — Анна Каренина. История Вронского (полнометражный фильм) — Алексей Александрович Каренин, муж Анны
- 2017 — Жена полицейского — Виктор Владимирович Валецкий, майор, начальник опергруппы районного отдела полиции, муж Валерии, отец Василисы и Володи
- 2017 — Матильда — Власов, начальник сыскной полиции
- 2018 — Крепость Бадабер — Лыков, инструктор
- 2018 — Посольство — Карел Шульц, начальник СВР Каледонии
- 2018 — Русский бес — Пётр Александрович, отец Аси, банкир
- 2018 — Дым — Отец Макса
- 2018 — Жёлтый глаз тигра — Валерий Павлович Конецкий, местный «вор в законе» по прозвищу «Конь»
- 2019 — Братство — генерал-лейтенант Советской армии Васильев, командир дивизии
- 2019 — Союз Спасения — император Александр I
- 2020 — На Луне — Виталий Сорокин, отец Глеба
- 2020 — Чики — Валера
- 2020 — Метод-2 — Андрей Сергеевич Стеклов, отец Есении, старший советник юстиции, полковник
- 2021 — Угрюм-река — Филька Шкворень, главарь шайки разбойников, муж Клавдии
- 2021 — Владивосток — Караваев
- 2022 — Янычар — Данило Исленьев
- 2022 — Своя война. Шторм в пустыне — Седой
- 2022 — Чикатило (2 сезон) — Брагин
- 2022 — Бультерьер — Марат
- 2022 — Заключение — Солохин
- 2022—2024 — Тверская — Сергей Михайлович Неретин
- 2022 — Сердце Пармы — Фёдор Пёстрый
- 2022 — Союз Спасения. Время гнева — император Александр I
- 2023 — Большой дом —  Пётр Николаевич Еремеев
- 2024 — Позывной «Пассажир» — комбат «Курок»
- 2024 — Юг — генерал-майор
- 2024 — Чёрный замок — князь Витовт Ольшанский
- 2024 — Домовой — Олег

## Признание

### Государственные награды
- 2005 — почётное звание «Заслуженный артист Российской Федерации» — за заслуги в области искусства[1].

### Общественные награды
- 2001 — лауреат региональной премии «Признание» Министерства культуры Калининградской области за достижения в области культуры, литературы и искусства — за роль Отелло в спектакле «Отелло» режиссёра Евгения Марчелли на сцене «Тильзит-театра» в городе Советске Калининградской области.
- 2005 — приз прессы «За скромное обаяние гениальности» — за роль Жана в спектакле «Фрёкен Жюли» режиссёра Евгения Марчелли по пьесе «Фрёкен Юлия» Юхана Августа Стриндберга на сцене Омского государственного академического театра драмы[13].
- 2006 — лауреат премии «Признание» в номинации «Лучшая мужская роль» — за роль Жана в спектакле «Фрёкен Жюли» режиссёра Евгения Марчелли по пьесе «Фрёкен Юлия» Юхана Августа Стриндберга на сцене Омского государственного академического театра драмы.
- 2013 — лауреат 3-й премии ФСБ России в области искусства в номинации «Актёрская работа» за 2012 год — за роль офицера военной контрразведки майора Федотова в художественном фильме «Белый тигр» (2012)[14].
- 2013 — лауреат премии «Золотая маска» в «Конкурсе спектаклей драматического театра» в номинации «Лучшая мужская роль» — за роль сельского учителя Платонова в спектакле «Без названия» режиссёра Евгения Марчелли по пьесе «Безотцовщина» А. П. Чехова на сцене Российского государственного академического театра драмы имени Фёдора Волкова (г. Ярославль)[10][15].